# Westerwald
Westerwald – pasmo górskie w środkowych Niemczech (Nadrenia Północna-Westfalia, Nadrenia-Palatynat i Hesja) w sąsiedztwie doliny rzek Dill i Sieg, wchodzące w skład Reńskich Gór Łupkowych na Średniogórzu Niemieckim. Najwyższy szczyt, Fuchskaute wznosi się 657,3 m n.p.m. Nazwa pochodzi od lasu, który leży na zachód od średniowiecznego miasteczka Herborn w Hesji. Największe miasta w pobliżu to Siegen i Dillenburg.

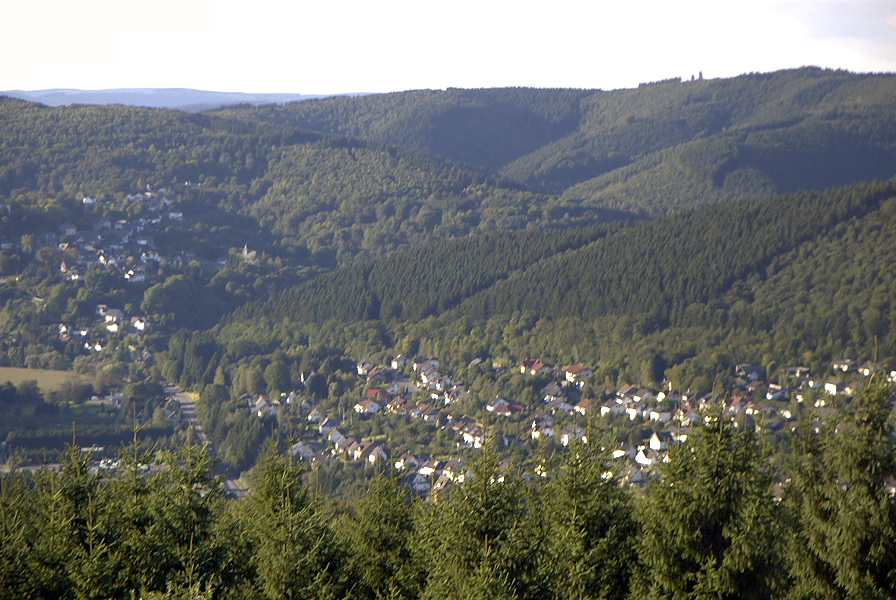
Widok na północną część Westerwaldu z wieży Ottoturm
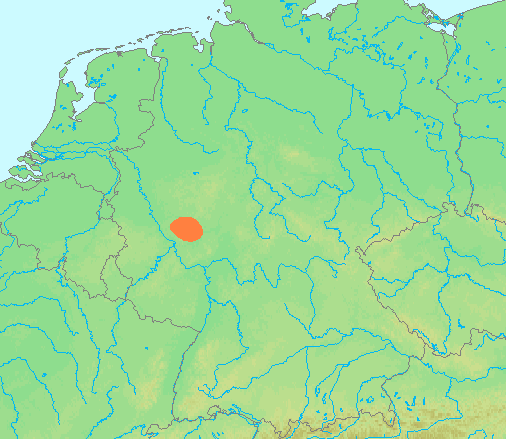
Położenie na mapie Niemiec
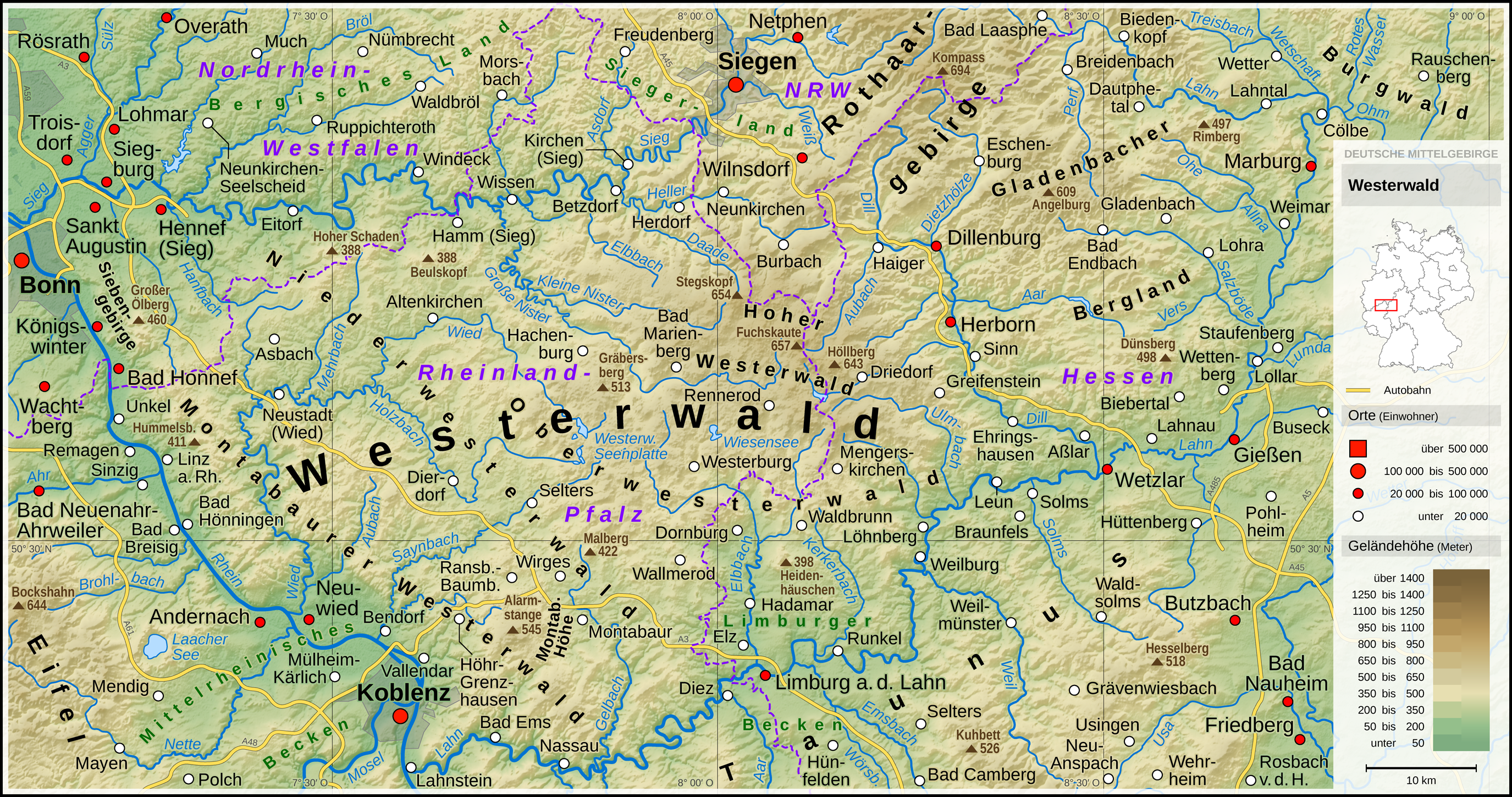
Mapa topograficzna